# Listă de expresii românești
Aceasta este o listă de expresii în limba română.

## Expresii verbale
- A trăi ca-n sânul lui Avram – a fi în elementul său, a o duce bine
- A freca menta - a irosi timpul [1]
- A spăla putina - a pleca în grabă, a fugi
- A-și lua nasul la purtare - a se obrăznici
- A face felul (cuiva) - a ucide pe cineva, a păcăli
- A da apă la moară (cuiva) - a încuraja pe cineva într-o acțiune
- A călca pe bec - a încălca o regulă
- A se descurca fiecare cum poate - a-ți atinge scopul prin mijloace proprii
- A ieși la liman - a scăpa dintr-o primejdie; a ieși dintr-o situație dificilă[2]
- A lua de-a gata - a eșua în a aprecia o persoană sau lucru, deseori din cauza familiarității; a presupune că un lucru e adevărat, fără a pune la îndoială adevărul
- A o face de oaie - a greși
- A vinde castraveți grădinarului - a încerca să păcălești pe unul care știe adevărul
- A vinde pielea ursului din pădure - a conta pe un lucru înainte de a fi sigur că-l poți obține [3]
- A umbla teleleu (Tănase) - a umbla de colo până colo, fără rost [4]
- A fi teleleu Tănase - a fi zăpăcit, aiurit, năuc[4]
- A da la rațe - a vomita
- A se uita ca vițelul la poarta nouă - a fi nedumerit, a nu ști
- A bate șaua ca să priceapă iapa - a face o aluzie
- A umbla cu cioara vopsită - a minți, a înșela
- A fi prins cu mâța-n sac - a fi prins cu minciuna (înșelând)
- A face din rahat bici - a încerca să faci ceva imposibil
- A bate apa-n piuă - a vorbi fără rost
- A da cu oiștea-n gard - a gafa
- A avea ac de cojocul cuiva - a se putea răzbuna pe / a plăti o poliță cuiva
- A pune cu botul pe labe - a pune pe cineva la respect
- A face cu ou și cu oțet - a certa, a dojeni, a critica, a mustra
- A se aduna ca la mort - a veni multă lume, a se înghesui
- A se aduna ca la urs - a se aduna în număr foarte mare [3]
- A se uita ca la mașini străine [5]- a fi uimit!
- A trage nădejde ca ursul de coadă - a nădăjdui lucruri imposibil de realizat [3]
- A se trage pe fund - a se eschiva.[6][7]
- A ajunge cuțitul la os - a ajunge într-o situație limită
- A duce cu preșul - a păcăli, a înșela
- A băga mâna în foc (pentru cineva) - a garanta
- A nimerit orbul Brăila - a nu fi imposibil de realizat
- A se lupta cu morile de vânt [8]- a încerca ceva fără rost</ref>
- A lua boii de la bicicletă [9] [10] - a nu-i fi frică de pedeapsă
- A mâna porcii la jir -  a sforăi
- A trece ca gâsca prin apă - a face ceva fără a trage concluzii, fără a învăța
- A pune batista pe țambal - a ascunde ceva, a tăinui, a o lăsa mai moale
- A-i pica fisa - a-și da seama.[11][12][13][14]
- A da cu mucii în fasole - a face o gafă.[15]
- A o întoarce ca la Ploiești
- A-i face (cuiva) capul calendar - a zăpăci pe cineva [16][17]
- A șters-o englezește [18][19]
- A veni pe nepusă masă - a veni neinvitat
- A face haz de necaz - în general despre firea românului
- A se sparge în figuri - a se da mare [20][21][22]
- A sta de șase - a sta de pază
- S-a dus pe copcă - a pierdut totul, a murit
- A da ortul popii - a muri
- A da colțul - a muri
- A scăpat de dracu' și a dat de tată-su - a da peste un rău și mai mare
- A dat de dracul
- Și-a găsit Bacăul - a o păți rău de tot - expresie generată de cuvântul bakó, care înseamnă călău în limba maghiară, expresia este echivalentă cu A dat de dracul [23][24][25]
- Și-a găsit nașul
- L-a prins cu mâța în sac
- A-i lipsi o doagă / A-i fi sărit rotița / A fi sărit de pe fix - se spune despre cineva considerat nebun/anormal
- A avea caș la gură - este încă un copil [26]
- A ajuns / dat în mintea copiilor - se spune despre bătrânii care devin senili [26]
- A ajuns la sapă de lemn - a ajuns sărac
- A dat apa în casa - a da de necaz
- A râde pe sub mustață - a se amuza foarte tare dar fără a lăsa să se vadă acest lucru [26]
- A se ascunde după deget [26] - a încerca să ascundă un fapt evident
- A aduce noră pe cuptor - a se însura, a se căsători [27]
- A fi la gură de cuptor - a se găsi în mare primejdie
- A se termina în coadă de pește - a avea un sfârșit neconvingător/neclar; a se termina sub așteptările pe care le justifică începutul
- A avea o piatră pe inimă - a avea un mare necaz sau frământare
- A-l scoate din pepeni - a enerva pe cineva [28]
- I-a sărit muștarul - s-a enervat [29]
- A împroșca cu noroi - a aduce acuzații fără bază cu scopul de a compromite reputația cuiva.[30]
- A ieși basma curată - a scăpa de învinuiri [31][32][33]
- A fi (sau a ajunge) la aman - Aman e un cuvânt turcesc, care echivalează cu "iertare". Era folosit de turci îndeosebi când erau siliți să se predea într-o bătălie sau când implorau pentru cruțarea vieții. Expresia "a fi/a ajunge la aman" a rămas în limba noastră din vremea acelor lupte, desemnând o situație în care te afli la mare strâmtoare, la ananghie. Exemplu: "Filosof de-aș fi - simțirea-mi ar fi veșnic la aman" (Eminescu)[34]
- A se duce pe Apa Sâmbetei - a dispărea, a se pierde. După o veche credință mistică, Apa Sâmbetei era un râu (Styx) care se vărsa în Infern. Legenda pretinde că apa fierbea toată săptămâna și numai sâmbăta se potolea, de unde i se trage și numele. Expresia semnifică, prin urmare, a se prăpădi.[35]
- A spune brașoave - Brașoave înseamnă palavre, minciuni. Cuvântul vine de la Brașov, iar expresia de la negustorii brașoveni de odinioară care, aducându-și marfa la țară, o recomandau cu tot felul de laude exagerate, de baliverne și reclame viclene.[36]
- A trăi ca un bimbașa - e o expresie prin care se înțelege "a trăi în belșug". Expresia vine de la numele unui faimos căpitan de arnăuți din timpul zaverei (1821), Bimbașa Sava, care se îmbogățise de pe urma hoților la drumul mare, pe care avea misiunea să-i prindă; și făcând averea ușor, își îngăduia să trăiască pe picior mare.[37]
- A-și pune cenușă pe cap - în sensul de pocăință. Expresia vine de la obiceiul evreilor din antichitate care, la o mare durere sau pentru o adâncă remușcare, își sfâșiau, ca Iov, veșmintele, se acopereau cu un sac și-și puneau cenușă pe cap (fiind considerată un semn de doliu). Obiceiul este consemnat în mai multe locuri în Biblie, dându-i-se un sens figurat, de manifestare exterioară a unei dureri. Ea poate fi folosită și la modul ironic, așa cum o întâlnim la Cehov care, într-o scrisoare din anul 1888, scria: "...dacă bunăvoința pe care o manifest întâmpină neîncredere, nu-mi rămâne decât să-mi pun pe cap și să mă închid într-o tăcere de mormânt".[38]

## Expresii adjectivale și adverbiale
- coate-goale - sărac
- mațe-fripte - sărac lipit - fandosit, mofturos
- La paștele cailor / La calendele grecești - niciodată  (romanii aveau calende, grecii antici nu)
- Când zboară porcul - niciodată
- Colac peste pupăză - pe deasupra, după ce că
- Tichie de mărgăritar îi trebuie chelului - la modul: exact asta îți mai lipsea
- Apa trece, pietrele rămân [39]- lucrurile de valoare, cu o baza solida rămân valabile!
- Ieftin ca braga - foarte ieftin.[40][41]
- Aștept provincia - expresie încetățenită datorită anunțurilor de la mica publicitate din ziarele din epoca comunistă [42][43]
- Ura și la gară - Gata! [44]
- Până în pânzele albe - a nu renunța, la nesfârșit [45]
- Greu la deal, cu boii mici și la vale cu juninci [46] - inutil fără resursele potrivite
- Vrei, nu vrei, bea Grigore aghiazmă - se spune despre cineva care trebuie să facă ceva împotriva voinței sale [47][48]
- Banii nu au miros - banii găsiți la cineva nu dovedesc infracțiunea; a face totul pentru bani.[49][50] origine: împăratul roman Vespasian care pusese taxă pe toaletele publice
- Proști, dar mulți (menționată de Constantin Negruzzi în Alexandru Lăpușneanul)
- Prostul din baie
- Ai noștri ca brazii, cu mucii pe piept [51][52] - chiar dacă sunt ai noștri au defecte.
- Dacă nema potirința, ce mai chichirez gâlceavă! (Anton Pann)[53] - expresie țigănească/romanyi
- Aiasta nu se poate, Majestate! (spusă de Mitropolitul Gurie al Chișinăului, lui Carol al II-lea) [54]
- Mortul e de vină! [55] - a da vina pe cel mort deoarece nu poate mărturisi
- M-am săturat de lichele, dați-mi o canalie! (inventată de Victor Eftimiu)[56]
- La paștele cailor', adică într-un viitor foarte îndepărtat sau niciodată
- Aiasta nu se poate, Majestate![57]
- Aceasta este altă mâncare de pește - când este vorba de lucruri foarte diferite sau chiar total diferite
- Vax albina (ceară de albine) - adică o nimica toată, ceva care nu ajută absolut la nimic
- Așa vrea mușchiul meu / Așa vrea mușchii mei - adică fac ce vreau pentru că așa am eu chef [58]
- Vrem o țară ca afară! - frază care exprimă, printre români, dezamăgirea față de propria patrie și, simultan, încrederea într-o alta, sinteză imaginară a Occidentului [59]
- Din spate liceu, din față muzeu - expresie pe jumătate admirativă și pe jumătate peiorativă, expresia este folosită pentru descrierea unei femei care se apropie de senectute, dar care are un trup bine conservat și, privită din spate, pare mai tânără decât este în realitate [60][61][62][63]
- Din față zimbru, din profil timbru
- Tufă de Veneția - ignorant, care nu știe nimic [64][65]
- Dai un ban dar stai în față! [66][67]
- Dai un ban, dar știi că nu–l mai ai! - este folosită pentru a vorbi despre o pierdere și în același timp pentru a ironiza fraza de mai sus [68][69]
- Bun de pus la rană
- Nu e nici el ușă de biserică - se folosește pentru a arăta că persoana nu este perfectă
- Cu rușinea mori de foame
- Până la Dumnezeu te mănâncă sfinții - greu de a naviga birocrația pt a-și căuta dreptatea, vorba ceea: a încercat să caute dreptatea în justiție
- În doi timpi și trei mișcări - rapid (origine: valsul în 3 mișcări)
- Nu valorează nici cât o ceapă degerată - fără valoare
- Dus cu pluta - nebun
- Dus cu sorcova - nebun
- Într-o ureche - e nebun [29]
- Puiul învață pe cioară / Învață puiul pe cioară - când cineva fără experiență încercă să dea lecții cuiva care se pricepe [26]
- Toată vaca își linge vițelul [26] - toți laudă/ „țin cu” persoanele apropiate/cunoscute. Esența nepotismului
- Lasă-mă să te las [26] un om delăsător
- E ca pâinea lui Dumnezeu [26]
- Omului sărac nici boii nu-i trag [26]
- Dacă-l mănâncă, se scarpină [26]
- Cu tot tacâmul - complet, făcut bine, fără să lipsească nimic [70][71]
- Cu fruntea sus - cu demnitatea nepătată [72][73]
- Pleacă-ai noștri, vin ai noștri, noi rămânem tot ca proștii [74] - esența politicii, iluzia alegerii democratice atunci când alții fac listele din care putem alege
- De unde sa știu? Ce, eu sunt Mafalda? [75]
- Găina bătrână face ciorba bună [76]
- Bani gheață sau bani peșin - numerar - cash - bani în mână - Expresia bani gheață vrea să arate că banii sunt puși deoparte -, în bloc, pentru o anume târguială, precum și faptul că sunt plătiți în bloc, toți o dată. Se mai întrebuințează și formula bani peșin, care vine din turcește, adică pregătiți pentru a se face plata sau cumpărătura pe bani gata. Era un cuvânt foarte "la modă" pe vremuri, când țările române trebuiau să plătească tributuri, peșcheșuri, bacșișuri grase în bani peșin. Exemplu: "Bani peșin că-i număra/Și pe tablă-i socotea..."(colecția G. Dem. Teodorescu)[77]
- Vacs albina - o nimica toată [78]

## Expresii referitoare la etnii sau comunități
- Limbă dulce, cur viclean / caracter de moldovean [79][80]
- Cum e turcul e și pistolul [81]
- (Parcă) se bat turcii la gura lui - se spune despre cineva care mănâncă lacom [82]
- S-a înecat ca țiganul la mal [83]
- Țigăneală - vorbe urâte, insulte [84][85]

## Expresii substantivale
- Acarul Păun - persoană învinuită pe nedrept de comiterea unei infracțiuni pentru acoperirea adevăraților vinovați.[86]
- Don Juan / Casanova - afemeiat
- Lefter Popescu [87] - personaj din Caragiale. Lefter = sărac, scăpătat
- Alte măști, aceeași piesă - cunoscut vers din Glossa lui Eminescu. Se folosește când vrem să arătăm că numai oamenii s-au schimbat, dar situația a rămas la fel ca înainte. Expresia e echivalentă cu zicala franceză: "La même  Jeannette, mais autrement coiffée" (Aceeași Jeannette, dar altfel pieptănată) sau, cum se spune pe la noi, "Aceeași Mărie, dar cu altă pălărie"[88]

## Exclamații
- Punct - ajunge! stop![89]